# Yaque del Sur
De Yaque del Sur is de belangrijkste rivier van het zuiden van de Dominicaanse Republiek. Hij ontspringt op de zuidelijke hellingen van de Cordillera Central, op de Loma La Rucilla. Op 2707 meter is dit de hoogste rivierbron van het land. Tijdens 75% van zijn weg naar de zee stroomt de rivier door deze bergen. Vervolgens stroomt hij zuidwaarts door de Valle de San Juan en de Valle de Neiba, waar hij door de Hoya de Enriquillo meandert. Ten slotte vormt hij een delta in de Baai van Neiba in de buurt van de stad Habanero.

## Zijrivieren
In de Yaque del Sur komen de volgende rivieren uit:
- San Juan
- Del Medio
- Las Cuevas